# クリスティアン・マイダナ
クリスティアン・オマル・マイダナ（Cristian Omar Maidana, 1987年1月24日 - ）は、アルゼンチン・チャコ州出身のサッカー選手。CDオリンピア所属。ポジションはミッドフィールダー。

## 経歴
2006年、CAバンフィエルドでデビューした。2007年12月、350万ドルの移籍金でロシアのFCスパルタク・モスクワに移籍した。2009年1月、シーズン終了後までの契約でスペインのレクレアティーボ・ウェルバにレンタル移籍した。主に途中出場で、16試合に出場した。2011年1月、アルゼンチンのCAウラカンへ半年間、レンタルされる事が決まった。
2014年1月15日、フィラデルフィア・ユニオンへ移籍した。
2015年12月7日、ヒューストン・ダイナモへ移籍した。